# LOVE COOK
『LOVE COOK』（ラヴ・クック）は、大塚愛の3作目のオリジナルアルバム。2005年12月14日発売。エイベックスよりリリースされた。

## 解説
- 「CDのみ」・「CD+DVD」・「CD＋大塚愛フォトブック」（初回生産限定）・「CD＋大塚愛描き下ろし絵本」（初回生産限定）の4形態での発売。
- ジャケット写真は3種類あり、通常盤（「CD」･「CD＋DVD」）、「CD＋フォトブック」、「CD＋絵本」の3パターンでそれぞれ異なる。なお初回盤の歌詞カードのジャケットは通常盤ジャケットと同じである。
- 前作『LOVE JAM』に続き2作連続でオリコンウィークリーチャート初登場1位を記録した[1]。
- 「100万枚突破!」という金色のシールが貼られている[注 1]。2010年現在、オリコン累計83.8万枚でシングル、アルバム通じ彼女の作品では最大の売り上げを記録している。
- アルバムの曲順は一日の流れを意識して決定された。歌詞カードの各ページには空の写真が印刷されており、太陽の位置や空模様が時系列順に変化している。
- 前2作のアルバムがカラフルで攻撃的であったこと、また大塚愛＝明るくてカワイイというイメージが一人歩きしていて、本人も相当苦しかったらしい。しかしアレンジャーであるIkomanに「暗い曲ばかりのアルバムでもいいんじゃない？今、暗いんだから、自分。」と言われ吹っ切れたらしい。
- 「羽ありたまご」「U-ボート」「BirthdaySong」「LOVE MUSIC」のレコーディングには、GO!GO!7188のターキーがドラムとして参加している。

## 収録曲
| 全作詞・作曲: 愛。 |                                            |           |            |            |      |
| #                  | タイトル                                   | 作詞      | 作曲・編曲 | 編曲       | 時間 |
| 1.                 | 「5:09a.m.」                               | 愛        | 愛         | 愛×Ikoman  | 2:52 |
| 2.                 | 「羽ありたまご」(弦編曲：弦一徹)           | 愛        | 愛         | 愛×Ikoman  | 4:58 |
| 3.                 | 「ビー玉」                                 | 愛        | 愛         | 愛×Ikoman  | 4:06 |
| 4.                 | 「SMILY」                                  | 愛        | 愛         | 愛×Ikoman  | 3:33 |
| 5.                 | 「U-ボート」                               | 愛        | 愛         | 愛×Ikoman  | 4:42 |
| 6.                 | 「ネコに風船」(弦編曲：弦一徹)             | 愛        | 愛         | 愛×Ikoman  | 5:13 |
| 7.                 | 「Cherish」(弦編曲：クラッシャー木村)      | 愛        | 愛         | 愛×Ikoman  | 4:50 |
| 8.                 | 「ラーメン3分クッキング」                  | 愛        | 愛         | 愛×Ikoman  | 3:00 |
| 9.                 | 「東京ミッドナイト」(金管楽器：水江洋一郎) | 愛        | 愛         | 水江洋一郎 | 4:56 |
| 10.                | 「プラネタリウム」                         | 愛        | 愛         | 愛×Ikoman  | 5:10 |
| 11.                | 「Birthday Song」                          | 愛        | 愛         | 愛×Ikoman  | 3:50 |
| 12.                | 「LOVE MUSiC」                             | 愛        | 愛         | 愛×Ikoman  | 4:30 |
| 合計時間:          | 合計時間:                                  | 合計時間: | 51:40      |            |      |

| #  | タイトル                | 作詞 | 作曲・編曲 |
| -- | ----------------------- | ---- | ---------- |
| 1. | 「ビー玉」(Music Clip)  |      |            |
| 2. | 「Cherish」(Music Clip) |      |            |

## 曲解説
1. 5:09a.m.
2. 羽ありたまご
13thシングル『恋愛写真』に「羽ありたまご(Live version)」が収録されている。
3. ビー玉
8thシングル「SMILY／ビー玉」の2曲目。
4. SMILY
8thシングル「SMILY／ビー玉」の1曲目。
5. U-ボート
「明光義塾」2006年・TVCMソング。
「TBSニューイヤー駅伝2006 第50回全日本実業団駅伝」イメージソング。
次作のオリジナルアルバム「LOVE PiECE」の初回版DVDにPVが収録されている。
6. ネコに風船
9thシングル。
7. Cherish
『LOVE for NANA 〜Only 1 Tribute〜』収録曲。「music.jp」TVCMソング。
また、ベストアルバム『愛 am BEST』の8曲目にも収録。
8. ラーメン3分クッキング
再生時間が3分ちょうどの楽曲。
9. 東京ミッドナイト
東京をモチーフにした楽曲。
10. プラネタリウム
10thシングル。
11. Birthday Song
12. LOVE MUSiC
18thシングル「クラゲ、流れ星」にはこの楽曲のBメロを抜き出して制作された『雨の粒、ワルツ〜LOVE MUSiC〜』が収録されている。また、ベストアルバム『愛 am BEST』の13曲目にも収録され、この際にPVが製作された。

## 演奏
- 大塚愛
  - Vocal
  - Electric Piano (#3.8)
  - Piano (#7.10.12)
  - Upright Piano (#11)
- Ikoman
  - Programming (#1-12)
  - Electric Guitar (#1.2.4.5.6.7.9.10.11.12)
  - Acoustic Guitar (#2.8)
  - Electric Piano (#3)
  - Tambourine (#6)
- 川渕文雄：Bass (#1.5)
- SHIBUYA：Drums (#1)
- 山本直哉：Bass (#2)
- ターキー：Drums (#2.5.11.12)
- 弦一徹：Strings Arrangement (#2.6)
- 弦一徹ストリングス：Strings (#2)
- Yu-pan：Manipulate (#3)
- 林部直樹：Electric Guitar (#4)
- 大渡亮 (Do As Infinity, ミサイルイノベーション)：Electric Guitar Solo (#5)
- 板倉真一
  - Mini Moog (#5)
  - Hammond Organ (#9.11)
  - Piano (#9)
- 後藤さん：MC (#5)
- よしおかよしお：Chorus (#5)
- 藤井謙二
  - Acoustic Guitar (#6)
  - Electric Guitar (#12)
- 佐藤研二：Bass (#6.12)
- 佐野康夫：Drums (#6)
- クラッシャー木村ストリングス：Strings (#6.7)
- クラッシャー木村：Strings Arrangement (#7)
- 道太郎：Bass (#7)
- 河村智康：Drums (#7.10)
- NORI、陳聖治：MC (#8)
- YOKAN：Trumpet, Baritone Saxophone, Brass Arrangement (#9)
- 松田卓己 (Dt.)
  - Wood Bass (#9)
  - Upright Bass (#11)
- 沼澤尚 (THEATRE BROOK)：Drums (#9)
- 井上昇：Trombone (#9)
- 包国充：Tenor Saxophone (#9)
- 種子田健：Bass (#10)
- 添川浩史：尺八 (#10)
- 八木のぶお：Blues Harp, Chromatic Harmonica (#11)
- 武井俊樹：Fagotto (#12)
- 岡村美央：Violin (#12)